# شهرستان فرانکلین (ورمانت)
شهرستان فرانکلین واقع در ایالت ورمانت است. جمعیت این شهرستان بر اساس سرشماری سال ۲۰۱۰ آمریکا ۴۷۷۴۶ نفر گزارش شده‌است. مرکز شهرستان فرانکلین، شهر سنت آلبانز است.این شهرستان در تاریخ ۱۵ ژانویه ۱۷۷۷ بنیانگذاری شده‌است.